# 市民之家站 (洛阳市)
市民之家站是洛阳轨道交通2号线的地铁车站，位于中华人民共和国河南省洛阳市洛龙区开元大道与金城寨街交叉口，于2021年12月26日开通。

## 车站结构
市民之家站位于开元大道与金城寨街交叉口，沿开元大道东西向敷设，车站全长279.8米，标准段宽46.9米，为地下二层双岛式站台车站，车站地下一层为站厅层，地下二层为站台层，其中2号线使用内侧两个站台，预留规划3号线使用外侧两个站台，远期实现两线同向同台换乘，但由于3号线仍处于规划阶段，该站外侧站台目前被假墙封闭，目前实际为侧式站台，站台设置全高站台门。
| 地面              | 出入口 | A、B、C、D、E1、E2、E3出入口 |
| 地下一层          | 站厅   | 客服中心、自动售票机、验票机 |
| 地下二层          | 站台   | \| \| \| 未來 █ 3号线（规划）轨道，现状封闭 \| \| 島式 · 開右邊车门 \| \| \| \| \| \| █ 2号线往二乔路（体育中心） \| \| \| \| █ 2号线往八里堂（开元湖） \| \| 島式 · 開右邊车门 \| \| \| \| \| \| 未來 █ 3号线（规划）轨道，现状封闭 \| |
|                   |        | 未來 █ 3号线（规划）轨道，现状封闭 |
| 島式 · 開右邊车门 |        | |
|                   |        | █ 2号线往二乔路（体育中心） |
|                   |        | █ 2号线往八里堂（开元湖） |
| 島式 · 開右邊车门 |        | |
|                   |        | 未來 █ 3号线（规划）轨道，现状封闭 |

## 出入口
本站目前开放7个出入口，各出口及周围设施如下所示：
| 出口编号                | 照片 | 地点                           | 可到达目的地                                             |
| ----------------------- | ---- | ------------------------------ | -------------------------------------------------------- |
| A · 出口                |      | 金城寨街（西）、开元大道（南） | 洛阳市民之家、钼都利豪国际饭店、洛阳伊洛医院（展览院区） |
| B · 出口                |      | 开元大道（南）                 | 利丰商务大厦、通济街                                     |
| C · 出口                |      | 开元大道（北）                 | 五洲大厦、世贸中心、通济街                               |
| D · 出口 · （设有）     |      | 开元大道（北）、金城寨街（西） | 丹尼斯百货、长城花苑、政和路                             |
| E · 1 · 出口            |      | 开元大道（北）、金城寨街（东） | 洛阳市疾病预防控制中心                                   |
| E · 2 · 出口 · （设有） |      | 开元大道（南）、金城寨街（东） | 洛阳市民之家、开元湖健康主题公园                         |
| E · 3 · 出口            |      | 开元大道（南）、金城寨街（东） | 正大国际（西区）                                         |
| 图例： 设有             |      |                                |                                                          |

## 接驳交通

### 公交车
- 市民之家北门：37路、57路、99路、118路、205路、207路、伊滨文旅1号线、大数据产业园公交专线
- 金城寨街开元大道口北：37路、201路

## 历史
车站建设时期工程名为开元大道站，2021年4月，经公示确定以市民之家站作为车站正式名称。
- 2019年11月11日，车站主体结构封顶[5]。
- 2021年12月26日，车站随2号线的开通而启用[1]。